# Julian Pauli
Pour les articles homonymes, voir Pauli.
Julian Andreas Pauli, né le 20 juillet 2005 à Londres en Angleterre, est un footballeur allemand qui évolue au poste de défenseur central au FC Cologne.

## Biographie

### Carrière en club
Pauli naît à Londres, où il vit avec sa famille jusqu'à l'âge de cinq ans. Il déménage ensuite à Düsseldorf où il commence le football au sein du Fortuna Düsseldorf. En 2021, il rejoint le centre de formation du FC Cologne.
Il fait ses premiers pas avec l'équipe réserve de Cologne, en Regionalliga, en 2023. Le 11 juin 2024, il signe son premier contrat professionnel avec le club, courant jusqu'en 2027.
Le 2 août 2024, il fait ses débuts en équipe première à l'occasion d'une défaite face au Hambourg SV en 2. Bundesliga.

### En sélections nationales
Pauli possède la double nationalité germano-britannique et est éligible pour représenter les deux pays. Il est appelé avec l'équipe d'Allemagne des moins de 20 ans à partir d'août 2024.

## Palmarès
1. FC Cologne
- Championnat d'Allemagne de D2 :
  - Champion en 2024-2025